# Kopparbukig dunbena
Kopparbukig dunbena (Eriocnemis cupreoventris) är en fågel i familjen kolibrier.

## Utseende
Dunbenor är relativt stora kolibrier som fått sitt namn efter vita fjädertofsar vid fötterna. Denna art har en grönglänsande fjäderdrält med kopparfärgad buk och bjärt safirblå undre stjärttäckare. Könen är lika.

## Utbredning och systematik
Fågeln förekommer i östra Anderna i Colombia och nordvästra Venezuela (Merida). Den behandlas som monotypisk, det vill säga att den inte delas in i några underarter.

## Levnadssätt
Kopparbukig dunbena hittas i höglänta bergsskogar, buskmarker och páramo. Den besöker tillfälligtvis kolibrimatare.

## Status
Arten har ett stort utbredningsområde och beståndet anses vara stabilt. Internationella naturvårdsunionen IUCN listar den därför som livskraftig (LC).